# Tony Almeida
Pour les articles homonymes, voir Almeida (homonymie).
Tony Almeida est un personnage de fiction dans la série télévisée américaine 24 heures chrono, interprété par Carlos Bernard.

## Apparitions
- En totalisant 115 apparitions, Tony est au  3e rang dans les personnages les plus importants après Jack Bauer et Chloe O'Brian.
- Il apparait dans les 5 premières saisons, septième et joue finalement un rôle non négligeable dans la séquelle 24: Legacy.

### Saison 1
Au début de la journée, Tony se méfie de Jack, dont il trouve le comportement bizarre. Il provoque un verrouillage de la cellule, ce qui n’empêchera pas Jack  de continuer ses actions.
Mis par la suite au courant de la prise d’otages de Kim et Teri Bauer, il continuera à travailler avec Jack.
- Tony apparait dans tous les épisodes sauf le 16e (16h00 - 17h00).

### Saison 2
Tony est maintenant numéro 2 de la cellule anti-terroriste sous Georges Mason. Il travaille toute la journée à empêcher l’explosion d'une bombe nucléaire à Los Angeles puis à découvrir les responsables d’un complot américain. Il devient chef de la cellule après la mort de Georges Mason.
Entre la saison 2 et 3 Tony se marie avec Michelle Dessler.
- Tony apparait dans tous les épisodes de cette saison

### Saison 3
Tony est le directeur de la cellule. Cette journée est la mise en application d’un plan secret de Tony, Jack et Gael Ortega pour infiltrer un groupe terroriste voulant répandre un virus mortel.
Durant la journée, Michelle sera prise en otage, et utilisée pour manipuler Tony. Il sera arrêté et emprisonné pour trahison.
Entre la saison 3 et 4 il sera libéré, mais Michelle et lui se sépareront.
- Tony apparait dans tous les épisodes de cette saison

### Saison 4
Tony a refait sa vie en dehors de la cellule, mais Jack l’appelle alors qu’il a besoin de son aide. Il vient lui sauver la vie, et après quelques réticences, accepte d’aider Jack dans sa mission.
Plus tard il est capturé par Mandy, il fut sauvé par la suite.
À la fin de la journée, Tony participe à la mise en scène de la mort de Jack, pour sauver la vie de celui-ci.
- apparitions dans 18 épisodes : épisodes 7 à 24

### Saison 5
Tony et Michelle vivent à nouveau ensemble, et n’ont plus de lien avec la cellule. Des assassinats se produisent sur toutes les personnes sachant que Jack est en vie : Tony, Michelle, Chloé et David Palmer. Il est, avec Chloé, le seul survivant.
Plus tard, il tente de tuer Christopher Henderson, pour venger la mort de sa femme, mais c’est finalement ce dernier qui lui donne une injection mortelle et s’échappe de la cellule.
La mort de Tony Almeida est une perte tragique autant pour les personnages principaux que pour les spectateurs, qui s'étaient attachés à ce protagoniste amical, utile, et présent dans toutes les saisons précédentes.
- Apparitions dans 6 épisodes : épisodes 1 , 5 et 11 à 14

### Saison 7
Tony est de retour. Il est toutefois assuré que la mort officielle de Tony n'était qu'un faux-semblant, ce dernier faisant son retour dans la saison 7 de 24 heures chrono dans laquelle le protagoniste s'affiche comme ennemi du Gouvernement et de Jack Bauer. On apprend dans l'épisode 4 que Tony travaille en fait avec Chloe O'Brian et  Bill Buchanan et qu'il est infiltré dans l'équipe du général Juma. Malheureusement, à la fin de l'épisode 18, en tuant Larry Moss, on découvre qu'il est toujours impliqué dans l'affaire et travaille bel et bien contre Jack Bauer. On apprend dans le dernier épisode que ses agissements n'avaient en fait d'autre but que de tuer un de ceux qui ont conspiré pour assassiner sa femme au début de la saison 5 (Tony déclarant alors que Michelle était enceinte de son enfant). Le protagoniste finit par être arrêté.
- Apparitions dans 20 épisodes : épisode 1 à 11 et 14 à 24

### 24: Legacy
Tony s'est évadé de prison et est engagé par Rebecca Inrgram, ancienne directrice de la Cellule anti-terroriste, pour enlever le beau-père de cette dernière - qui a permis la mise en place de réseaux terroristes - et le torturer. Il sera ensuite engagé par Donald Simms, Directeur du Renseignement National, pour empêcher Carter de libérer la fille d'un terroriste. Toutefois, comprenant que cette petite fille est la meilleure chance de sauver un membre important de la Cellule anti-terroriste, il se rallie finalement à Carter et l'aide à échanger la fille contre l'agent anti-terroriste.

## Citations
- Après l'arrestation d'Henri Powell, celui-ci s'adresse à Tony :

- Powell : "Vous êtes qui ? La police ? Le FBI ?"
- Tony : "En fait, personnellement, je suis au chômage."